# Piet Verburg
Pieter Adrianus (Piet) Verburg (Amsterdam, 27 juli 1905 – Baarn, 8 februari 1989) was een Nederlandse verzetsstrijder en hoogleraar in de algemene taalwetenschap en de wijsbegeerte der taal. Opererend onder de verzetsnaam Piet van Wijngaarden, stond hij aan de basis van de Stichting 1940-1945 en Het Nationaal Instituut, dat onder meer verantwoordelijk was voor de oprichting van de Erebegraafplaats Bloemendaal.

## Personalia
Verburg was een zoon van Jan Verburg (Mijdrecht, 1878 – Soestdijk, 1961) en Dirkje Verburg-Samsom (Koudekerk aan den Rijn, 1878 – Amsterdam, 1957).
Hij trouwde op 23 december 1936 te Amsterdam met Cornelia (Cora) de Boer (13 juli 1912 – 24 mei 1996). Ze kregen drie zonen en twee dochters. De echtelieden zijn beide drager van het Verzetsherdenkingskruis. Ze delen een graf op de Nieuwe Begraafplaats in Baarn.

## Studiejaren
Na de lagere- en middelbareschooltijd in zijn geboorteplaats Amsterdam, ging Verburg in 1920 werken als kantoorbediende bij de Amsterdamse vestiging van een Rotterdams bedrijf in tropische goederen. Na drie jaar was hij opgeklommen tot schrijver van de buitenlandse correspondentie, maar mede onder invloed van de predikant en latere hoogleraar A.H. de Hartog besloot hij zijn studie voort te zetten. Hij haalde het benodigde Staatsexamen Alpha in augustus 1925 en de volgende maand begon hij zijn studie klassieke letteren aan de VU.
Aan de VU volgt Verburg de colleges van R.H. Woltjer over de klassieke grammatica en de interpretatie van klassieke auteurs, en die van H.J. Pos aangaande de geschiedenis en de encyclopedie van de algemene taalwetenschap. Wijsgerig onderwijs ontvangt hij van D.H.Th. Vollenhoven. Aan de UvA volgt hij de colleges van D. Cohen.

### Geest en woord
Verburg werd in zijn eerste studiejaar secretaris van de nieuwe Jongelingsvereniging op Gereformeerde Grondslag 'Geest en Woord'. De inschrijving van 'Geest en Woord' bij de Nederlandsche Bond van Jongelingsvereenigingen op Gereformeerde Grondslag leidde tot een afkeurend artikel van dominee C. Lindeboom in het Noord-Hollands Kerkblad. Lindeboom betoogt dat de naam van God niet anders dan met 'vreeze en eerbied' mag worden gebruikt, en dat de naam van de Heilige Geest niet zonder godvruchtige schroom op de lippen mag worden genomen, zoals zou gebeuren wanneer men met 'Geest en Woord' de jongelingsvereniging zou aanduiden. De redactie van het Jongelingsblad stemt hiermee in en weet te melden: "Onze vrienden willen wel luisteren. En het geweten geeft getuigenis aan zulk een vermaning. Wij twijfelen niet, of ze zal ook thans vrucht dragen. Er zijn andere namen genoeg." Een maand later blijkt dat de kwestie "enkele pennen in beweging heeft gebracht". De leden van 'Geest en Woord' hebben aangegeven dat de naam bedoeld was als aanhaling uit Antwoord 54 van de Heidelbergse Catechismus, waar het gaat over de gemeente van Christus, die door zijn 'Geest en Woord' tot het eeuwige leven wordt uitverkoren: de leden "hopen en vertrouwen, dat, wat daar van de kerk gezegd wordt, mutatis mutandis ook van onze vereeniging moge gelden". De jongeren wordt aangeraden met Lindeboom te gaan spreken, waarbij zij er wellicht achter zouden komen dat 'kerk' en 'vereniging' in deze niet vergelijkbaar waren.

### In Duitsland
In juli 1931 behaalt hij het kandidaatsexamen. Dat geldt ook voor Douwe Jan Buwalda (Dokkum, 3 maart 1907 – Bilthoven, 14 april 1987), die later lector in Kampen zal worden en wiens studietijd overeenkwam met die van Verburg. Pos heeft voor beiden twee semesters studie in Duitsland geregeld. Verburg studeert het wintersemester 1932/1933 in Freiburg im Breisgau bij Immisch, Fränkel en Schadewaldt, en later in Berlijn (hoogstwaarschijnlijk wintersemester 1934/1935) onder Norden en Lietzman. Mogelijk heeft Pos hiervoor gelden van de Alexander von Humboldt-Stiftung kunnen aanwenden, in elk geval heeft de directeur van de stichting, Kurt Goepel, weet van het verblijf van de studenten. Goepel schrijft in het studiejaar 1934/1935 over Verburg, dat deze onder de invloed van Heidegger "nach anfänglichem Schwanken" uiteindelijk toch tot een nadrukkelijke en diepgewortelde bevestiging van de nationale revolutie bereid is gevonden.
De Von Humboldt-stichting was formeel onafhankelijk, maar feitelijk een propaganda-apparaat om buitenlandse studenten voor de nazi-politiek en -cultuur te winnen; de rapportage van Goepel lijkt een sociaal wenselijke conclusie te geven. In een brief aan Pos schrijft Verburg dat hij niet veel moet hebben van "zulk pathetisch gedoe" als de heilgroet en het klappen van de hakken.
Verburg slaagde in maart 1934 voor het doctoraalexamen klassieke letteren.

## Naar Wageningen
In de zomer van 1936 wordt Verburg voor het ingaande schooljaar door de gemeenteraad van Wageningen benoemd tot tijdelijk leraar klassieke talen bij de afdeling gymnasium van het plaatselijke Lyceum. Hij gaat begin september wonen aan de Hoogstraat 97. Na hun huwelijk aan het eind van dat jaar, komt zijn vrouw, de pedagoge Cora de Boer, ook naar Wageningen en ze gaan dan wonen aan de Diedenweg 25 (later op Nassauweg 13). In 1937 krijgt Verburg een vaste aanstelling.

## Verzet
Verburg kwam via het plaatselijke verzet in Wageningen, dat al sinds het voorjaar van 1941 actief was, in contact met Frits Slomp, (verzetsnaam Frits de Zwerver). Ze troffen elkaar vooral op de zogenaamde 'beurzen': door Slomp – op aandringen van Helena Kuipers-Rietberg (verzetsnaam Tante Riek) – in de oude steden langs de IJssel georganiseerde bijeenkomsten om onderduikadressen uit te wisselen voor mensen die om uiteenlopende redenen uit hun woonplaats moesten verdwijnen. Daar werden spoedig ook de buitgemaakte distributiebescheiden ingebracht en verdeeld. In augustus 1943 werd in Den Bosch de samenwerking met de zuidelijke, rooms-katholieke onderduikorganisaties tot stand gebracht. Een week later werd op een beurs in Amersfoort besloten tot de oprichting van de Landelijke Knokploegen. De organisatiegraad van het verzet neemt snel toe, en zo krijgt ook "die Organisation Fritz" haar beslag, onder de definitieve naam Landelijke Organisatie voor Hulp aan Onderduikers (LO).
Piet van Wijngaarden (Verburgs verzetsnaam) stichtte en onderhield vele contacten – hij gold in het verzet als 'commis-voyageur' (handelsreiziger). Zo correspondeerde hij in het Latijn met zijn oude studiegenoot Buwalda, die inmiddels in Zwolle zat, maar vooral ook legde hij nieuwe verbindingen: met Wolvega, Amersfoort, de Dordtse LO, met de Zeemanspot en niet in het laatst in de naaste omgeving, Veluwe en Betuwe. Na een bijeenkomst in de stationsrestauratie in Zutphen gaat het bijna mis. Buwalda, die ook aanwezig was, was op de terugweg staande gehouden en hij had als alibi een collegiaal gesprek met Verburg opgevoerd. Verburg, hiervan onwetende, werd gelijk gezocht door de Wageningse NSB-commissaris, maar deze trof alleen Cora thuis. Nadat de volgende ochtend via verzetskanalen bericht van Buwalda doorkomt, besluit Verburg zich – met rugdekking – te melden bij de commissaris. Een scherp verhoor volgt, maar Verburg weet de man met veel Latijn en schijngeleerdheid te overtuigen dat het treffen met Buwalda een bijeenkomst betrof aangaande hun werk voor de Vereniging voor Calvinistische Wijsbegeerte.

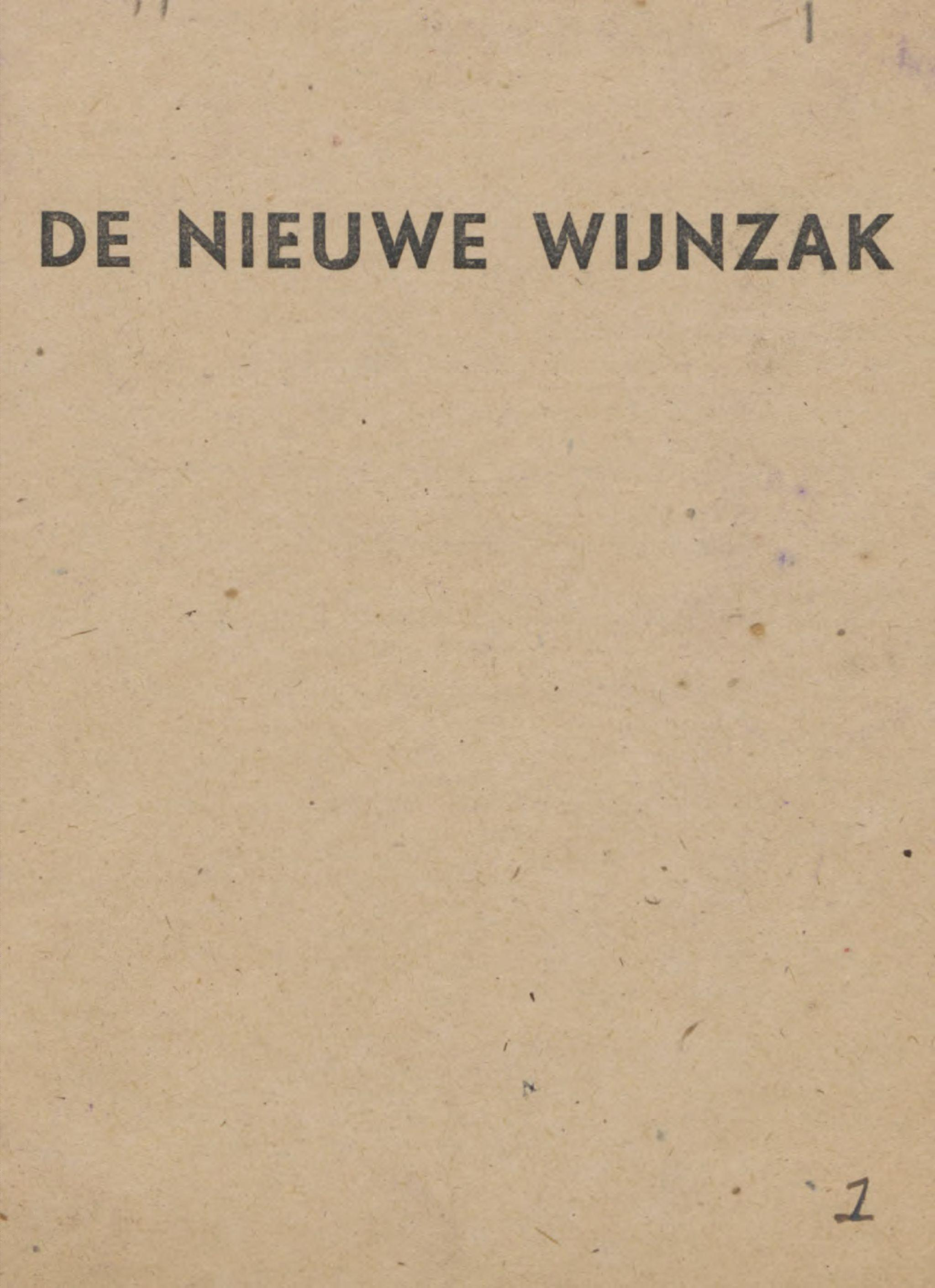
De nieuwe wijnzak (eerste editie)

Van Wijngaarden behoort op enig moment tot de 'Top' van de LO. Met financiële steun van het Nationaal Steun Fonds nam hij in het voorjaar van 1944 het initiatief tot de oprichting van het tijdschrift De nieuwe wijnzak. Leidraad tot verdieping van het staatsburgerlijk denken - door en voor werkers en verzetters, dat een "bovenpartijdig-nationaal" kaderblad voor het verzet moest vormen. Het was het eerste tijdschrift dat zich uitsluitend tot het verzet richtte.

### De nieuwe wijnzak
Feitelijk was De nieuwe wijnzak vooral een vehikel voor de bevordering van 'Plan F'. Plan F was tot stand gekomen in de Top-overleggen van de LO, en behelsde onder meer het na de oorlog in een organisatie onderbrengen van de "illegale werkers". Zo zou bijvoorbeeld de zorg voor de nabestaanden van verzetslieden moeten worden gewaarborgd. Ander onderdelen van Plan F betroffen de verdieping van het nationaal besef, de verzetsgedachtenis (bijvoorbeeld door gedenkdagen en monumenten) en de documentatie en geschiedschrijving van het verzet (een taak die het NIOD heeft opgepakt). De nieuwe wijnzak was geen orgaan van de LO, maar vele LO-afdelingen droegen wel zorg voor de verspreiding van het tijdschrift en het erin bevatte ideeëngoed.
Met mr. A. Blom, G. Niemeijer en het latere Eerste Kamerlid Henrick Mulder vormde Verburg de redactie. Tussen februari 1944 en maart 1945 verschenen vijf edities, telkens in een oplage van acht- tot tienduizend exemplaren.

### Stichting 1940-1945
In 1944 werd een voorloper van de stichting opgericht: de Stichting 1940–1944. Voor het bestuur daarvan werd de kandidaat Verburg afgewezen, "daar hij geen grote groep achter zich heeft". De Stichting was in de jaren direct na de oorlog met name belast met de uitvoering van de Wet buitengewoon pensioen 1940-1945.
Verburg heeft in een bijdrage aan Het Grote Gebod de geschiedenis van de Stichting 1940-1945 opgetekend – zie hieronder de verwijzing in de bibliografie.

### Het Nationaal Instituut

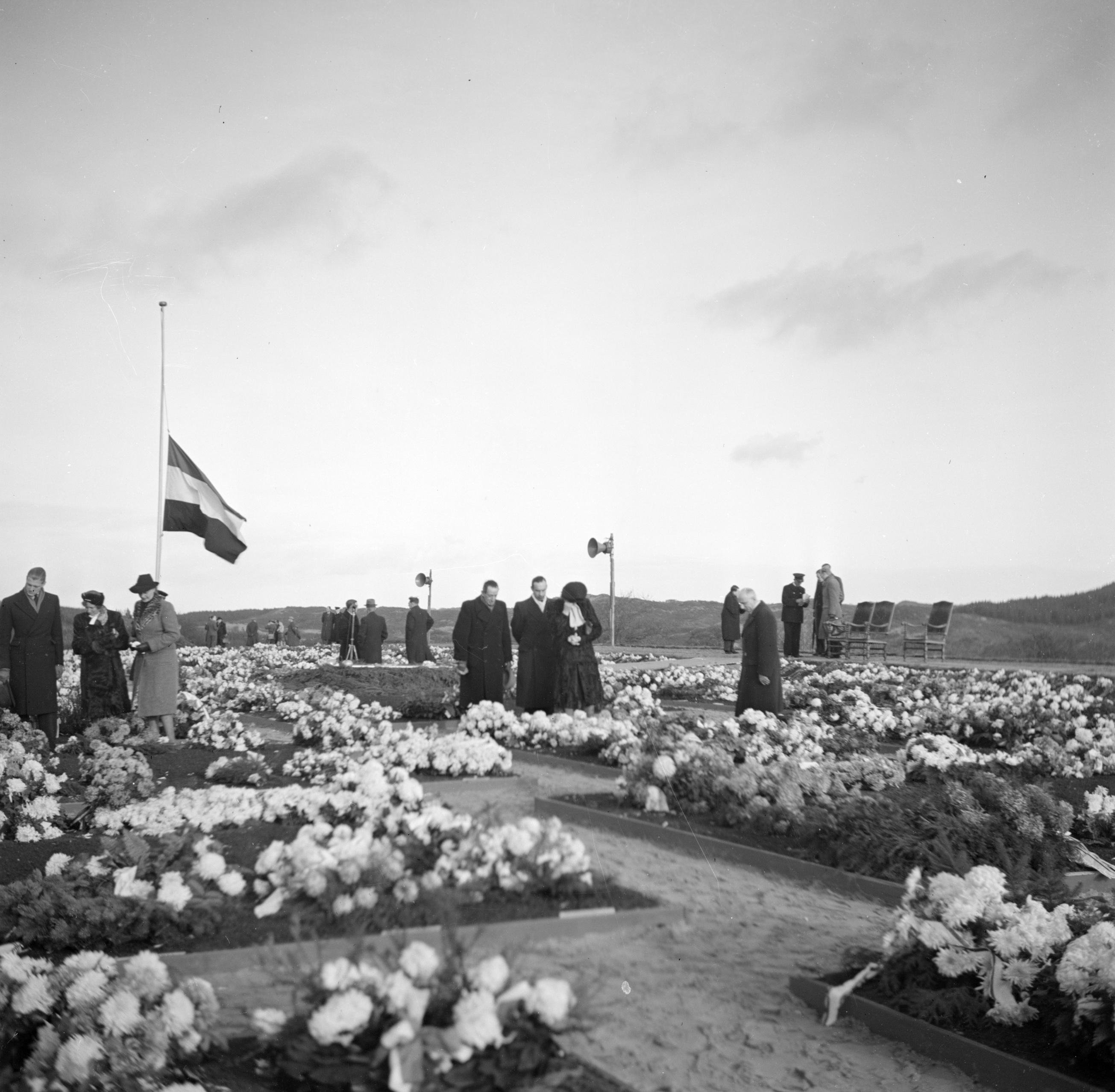
Inwijdingsbijeenkomst Erebegraafplaats Bloemendaal in Overveen, 27 november 1945

Verburg en Henrick Mulder waren de grondleggers van Het Nationaal Instituut. Verburg had gemerkt dat het in het verzet niet ontbrak aan besef waartegen men vocht, maar dat het veel minder duidelijk was waarvoor men vocht. De nieuwe wijnzak van augustus 1944 pleitte er voor, in wat waarschijnlijk een stuk van Verburg is, om "direct na de bevrijding de verdieping van het nationale besef van de brede massa van ons volk krachtdadig ter hand te (...) nemen".
Het Nationaal Instituut was, met Mulder en Verburg als directeuren, verantwoordelijk voor de oprichting van de Erebegraafplaats Bloemendaal; Verburg was voorzitter van het Comité tot Stichting van een Eeregrafhof. Na de opening van de begraafplaats verklaarde Prins Bernhard zich bereid het voorzitterschap van Het Nationaal Instituut van Joris in 't Veld over te nemen.
Het Instituut gaf voor de hoogste klassen van de lagere en de laagste klassen van de middelbare scholen een schoolkrant uit, getiteld Vlag en Wimpel, waaraan tientallen auteurs bijdroegen, onder wie Bertus Aafjes, Godfried Bomans, C. Buddingh', Antoon Coolen en Aar van de Werfhorst.
Als directeur organiseerde Verburg de eerste naoorlogse culturele conferentie. Het congres De toekomst der Nederlandse beschaving vond 28, 29 en 30 augustus 1946 plaats te Nijmegen. Enkele weken voor het congres werd Verburg getroffen door gezondheidsproblemen. Voor behandeling en herstel reisde hij naar Zwitserland, waar hij tot eind 1947 verbleef. Zijn afwezigheid betekende praktisch het einde van de activiteiten van Het Nationaal Instituut, dat in 1947 opging in het Prins Bernhardfonds.

## Promotie
Tussen zijn afstuderen en het docentschap in Wageningen richtte Verburg zich in Londen, waar hij een jaar als privédocent werkzaam was, tevens op zijn promotiestudie. In de grote bibliotheek van het British Museum bleek de theorie van de antieke en patristische allegoresis geen geschikt onderwerp. Daarna volgde een voorstudie, inclusief studieplan, van de metafoor als wezenstrek van de taal. Toen hij dit laatste bij terugkeer in Nederland aan Pos voorlegde, bleek C.F.P. Stutterheim het thema in de volle breedte reeds te behandelen in zijn onderzoek.
Het werk van de latere hoogleraar A.J.B.N. Reichling, wiens proefschrift Het woord. Een studie omtrent de grondslag van taal en taalgebruik verscheen in 1938, had intussen op Verburg diepe indruk gemaakt. In overleg met Reichling besloot hij zich te wijden aan een studie van 'het wortelbegrip in de taalkunde'. Het onderzoek daaromtrent naderde voltooiing, toen de uitgebroken oorlog hem noopte de studie te staken. Om het gevaar dat Verburg wegens verzetsactiviteiten liep, had hij het manuscript, zijn notities en zijn bibliotheek bij vrienden ondergebracht. Op 17 september 1944, de eerste dag van de Slag om Arnhem, ging al dat promotiemateriaal door brand verloren.
Pas in 1948, onder aanmoediging van Reichling, kon Verburg zijn taalwetenschappelijk werk weer oppakken. Hij voelde er niet voor het oude onderwerp te hernemen, en zette zich aldus wederom aan een nieuw object van onderzoek. Op 30 november 1951 promoveerde Verburg bij Jacobus Wille (1881–1964) aan de VU te Amsterdam cum laude op het omvangrijke proefschrift Taal en functionaliteit. Een historisch-critische studie over de opvattingen aangaande de functies der taal vanaf de prae-humanistische philologie van Orleans tot de rationalistische linguistiek van Bopp.

### DissertatieTaal en functionaliteit
Verburgs proefschrift is een onderzoek "naar de beschouwingen omtrent de wetmatigheid der taalfunctie in vroegere tijden". Anders gezegd: het betreft een historisch onderzoek naar de verschillende antwoorden die zijn gegeven op de vraag wat taal 'doet', en wat daarvan de uitwerkingen waren op het onderzoek naar taal. De 'functiegedachte', d.w.z. de mogelijkheid taal te beschouwen als een functie (bijvoorbeeld als een functie van de menselijke geest), was in het interbellum gangbaar gemaakt door met name Karl Bühler. In een historisch-criteriologisch beschrijving van de westerse taalbeschouwing geeft Taal en functionaliteit een overzicht van de geschiedenis van de taalwetenschap, dat in zo'n breedte sinds de standaardwerken van Theodor Benfey (1809-1881) en Heymann Steinthal (1823-1899) bijna een eeuw niet meer was verschenen. Daarbij markeerde het de vooruitgang in de kennis van de positie van taaltheorieën in de ideeëngeschiedenis.
Zoals Verburg onder meer in zijn afscheidsrede aangaf, gaat de "tweebanige benadering van de algemeen linguistische problematiek" in Taal en functionaliteit methodisch terug op Pos: "Enerzijds ontwikkelde hij [Pos] thetisch eigen theoretisch inzicht in het wezen - of, zoals dat toen heette: de idee der taal -, anderzijds behandelde hij critisch-historisch concepten van anderen in verleden en heden. De twee methoden stonden in nauwe correlatie tot elkaar. Opzet en uitbouw van eigen theorie wonnen aan diepte en perspectief door de gelijktijdige confrontatie met andere grondmodellen en, omgekeerd, ontleende dit historische onderzoek, om critisch te kunnen wezen, de nodige criteria weer aan eigen theoretische, wil men: taalfilosofische principiën."
Meer nog dan Pos hadden echter Vollenhoven en diens zwager, tevens hoogleraar aan de VU, Herman Dooyeweerd Verburg beïnvloed. In de door Dooyeweerd ontwikkelde Wijsbegeerte der wetsidee zag Verburg een 'creatief realisme', dat minder vrijblijvend was dan Pos' beschrijvingen. De Wijsbegeerte der wetsidee bepaalde in belangrijke mate de normerende toon van Taal en functionaliteit en lag ten grondslag aan Verburgs idee van de autonome status van taal.
Evert Beth concludeerde dat Verburg er niet overal in was geslaagd een zeker (calvinistisch) dogmatisme te vermijden, maar volgens Stutterheim maakte dat de historiografie voor andersgezinden niet minder acceptabel. Dell Hymes noemde het een "pioneering, unique work". In 1975 schrijft Herbert E. Brekle dat Noam Chomsky beter eerst Verburg had kunnen lezen, alvorens het podium van de taalgeschiedenis te betreden.

## Hoogleraar
In 1948 had Verburg, na een onderbreking van zes jaar, zijn onderwijstaken in Wageningen weer opgepakt. Hij was er inmiddels conrector, toen hij in 1955 werd benoemd tot rector van het Gemeentelijk Gymnasium te Hilversum. In 1957 werd hij benoemd op de nieuwe leerstoel voor algemene taalwetenschap aan de Rijksuniversiteit Groningen. Verburg leidde tussen 1958 en 1961 te Utrecht de drieweekse Franstalige zomercursus Nederlandse taal en cultuur voor buitenlanders, georganiseerd door het Ministerie van Onderwijs, Kunsten en Wetenschappen. In 1959 werd hij benoemd tot lid van de Maatschappij der Nederlandse Letterkunde.
Als hoogleraar vond Verburg zich – zoals hij in zijn inaugurele rede Algemene taalwetenschap en encyclopaedie op 26 november 1957 stelde "met enige verbluftheid" – op gelijk niveau verheven met "zulke eminente geleerden" als Reichling, Stutterheim, en A.W. de Groot. Met de genoemden, en met o.m. E.M. Uhlenbeck, maakte Verburg deel uit van de informele Leidse linguïstenkring. De deelnemers aan de maandelijkse bijeenkomsten waren deels de eerste hoogleraren op de leerstoelen in de algemene taalwetenschap in Nederland. In meer of mindere mate betrof het representanten van het structuralisme, en Herman Parret en Roger van de Velde lijken in 1980 ook Taal en functionaliteit in die traditie te plaatsen. Noordegraaf (2000) merkt daarbij evenwel op, dat de verhouding van Verburgs latere theoretische positie tot het structuralisme nog niet is onderzocht.

### Delotiek
In de jaren '60 en '70 ontwikkelt Verburg namelijk een theorie die hij de naam 'delotiek' (van Grieks dèloun: duidelijk maken, clarificeren) geeft. De delotiek betreft, aldus Abrahams (1975), een "highly integrated 'personalist – functionalist' theory". Aan de hand van Plato's Kratylos geeft Verburg in 1971 in De Gids een voorbeeld van zijn gebruik van het reeds door Plato gehanteerde begrip 'dèloun'. Hij vergelijkt het 'lege woord', een woord dat is geïsoleerd van een taaldaad, met het karkasje van een lieveheersbeestje: van buiten lijkt het intact, maar van binnen blijkt het hol. Uit Plato's beschouwingen deduceert Verburg een delotisch model, dat volgens hem echter tekortschiet, omdat het geen rekening houdt met "de Situatie in tijd en ruimte". Verburg behandelt voorts het al dan niet slagen van "talige identificatie", waarmee een tipje van de sluier van zijn delotiek wordt gelicht. Het linguïstisch perspectief van de delotische theorie onderzoekt spraak, locutiefeiten en het gedrag van homo loquens.
In een vergelijking tussen de taalkundige theorieën van Michail Bachtin en Verburg, geeft David I. Smith in 2007 een antwoord op de opmerking van Noordegraaf. Smith wil aantonen dat theorieën die schijnbaar losstaan van religie, toch hun mensbeeld ontlenen aan religieuze of morele overtuigingen, of aan beide. Hij concludeert dat Verburg reageert tegen het determinisme van (post-)structuralistische taaltheorieën, waarin ervaringskennis wordt beschouwd als bemiddeld en derhalve bepaald door taal. Verburg brengt daar de vrije spreker tegen in, die weliswaar worstelt met omgeving en historie, maar uiteindelijk als mens autonoom is; volgens Smith komt die 'radicale autonomie' voort uit Verburgs geloof in Christus als het Woord van God en in mensen als "verantwoordelijke beelddragers van God".

### Wijsbegeerte der taal
Bij de oprichting van de Centrale Interfaculteit, in 1965, werd Verburg voor de leerstoel namens de Faculteit der letteren aangewezen, waartoe zijn leeropdracht werd uitgebreid met de wijsbegeerte der taal. In hetzelfde jaar was Verburg medeoprichter – met Peter Hartmann, Frits Staal en John W.M. Verhaar – van het tijdschrift Foundations of Language (en de bijbehorende Supplementary Series), dat werd uitgegeven van 1965 tot 1976, waarna het is voortgezet als twee tijdschriften, respectievelijk Studies in Language en Linguistics and Philosophy.
Foundations of Language was een spreekbuis voor de eerste generatie generatieve taalkundigen. Verburg was geïnteresseerd in de generatieve grammatica, was zelfs bij Noam Chomsky op spreekuur geweest, maar hem ontbrak deskundigheid op dat vlak.
In het begin van de jaren zeventig ontwikkelde Verburg grote belangstelling voor de computationele taalkunde, maar binnen de Faculteit der Letteren stond hij alleen in de roep om meer gelden vrij te maken voor de aansluiting op het computernetwerk van de universiteit.

### Boycot
In maart 1972 dreigden studenten met een veertiendaagse boycot van de colleges van Verburg. De onvrede betrof zowel het ondemocratische bestuur van de subfaculteit algemene taalwetenschappen, waar Verburg in zijn eentje de scepter zwaaide, als de verplichte colleges die draaiden om Verburgs door de studenten verfoeide delotiek.

### Emeritaat
In 1975 volgde het emeritaat, ingeleid met zijn afscheidsrede op 28 oktober 1975: Stand en zin van de historie der taaltheorieën. Hij was daarna nog extern lid van de Sectie Algemene taalwetenschap van de Academische Raad. Verburg bleef tot aan zijn dood met enige regelmaat artikelen schrijven.
Gedurende zijn loopbaan verschenen artikelen van zijn hand in tijdschriften als Lingua, Algemeen Nederlands Tijdschrift voor Wijsbegeerte en Psychologie, Philosophia Reformata, Wijsgerig Perspectief, Bijdragen (Tijdschrift voor filosofie en theologie) en De Gids. Verburg droeg ook bij aan de Vereniging voor Calvinistische Wijsbegeerte, onder meer door publicaties in de Correspondentiebladen van de vereniging. Eveneens was hij lid van de International Christian Fellowship.
In 1985 verscheen in NRC Handelsblad een brief van Verburg, waarin hij zich beklaagt over een juist uitgezonden tv-portret van Gerard Wiarda. Wiarda, aan het eind van zijn carrière president van het Europees Hof voor de Rechten van de Mens, was in de oorlogsjaren rechter in Amsterdam, waartoe hij de Ariërverklaring had ondertekend. Volgens Verburg wekte het programma de indruk dat Wiarda in de oorlog als een "brave schuilkelderpatriot" aan 'zijn indrukwekkende staat van dienst' had gewerkt en bleven oorlog en verzet in het interview een blinde vlek: "[I]n het levensportret van een jurist en patriciër die, op de presidentszetel van het Europese Hof, over inbreuken op de rechten van de mens heeft te oordelen, verwacht men enige profilering van concreet gedrag, waardoor hij, zelf toen al rechter zijnde in het Amsterdam van 1940-'45, waar tienduizenden joodse medemensen tot rechteloosheid en vernietiging verdoemd waren, waar de februari-staking en het verzet de ontrechting te keer gingen - van kortom enig gedrag, waardoor hij als mens tegen deze bestiale ontwaarding van het mensenrecht van zijn verontwaardiging blijk heeft gegeven."